# A Washington State Cougars nőikosárlabda-csapata
A Washington State Cougars nőikosárlabda-csapata a Pac-12 Conference tagjaként az NCAA I-es divíziójában képviseli a Washingtoni Állami Egyetemet. A csapat otthona az egyetem pullmani kampuszán található Beasley Amfiteátrum.

## Szezonok eredményei
| Szezon  | Eredmény | Konferenciabeli eredmény | Edző             | Konferencia | Továbbjutás        |
| ------- | -------- | ------------------------ | ---------------- | ----------- | ------------------ |
| 1970–71 | 11–1     | 6–1                      | Dorothea Coleman | –           | –                  |
| 1971–72 | 11–4     | 6–2                      | Sue Durant       | –           | AIAW               |
| 1972–73 | 11–2     | 8–11                     | Linda Hackbarth  | –           | –                  |
| 1973–74 | 12–3     | 9–2                      | Sue Durant       | NCWSA       | –                  |
| 1974–75 | 13–7     | 10–4                     | Sue Durant       | NCWSA       | –                  |
| 1975–76 | 9–16     | 3–7                      | Sue Durant       | NCWSA       | –                  |
| 1976–77 | 16–8     | 4–5                      | Sue Durant       | –           | –                  |
| 1977–78 | 19–5     | 11–2                     | Sue Durant       | NWBL        | –                  |
| 1978–79 | 21–5     | 8–3                      | Sue Durant       | NWBL        | –                  |
| 1979–80 | 6–21     | 3–9                      | Sue Durant       | NWBL        | –                  |
| 1980–81 | 12–16    | 4–8                      | Sue Durant       | NWBL        | –                  |
| 1981–82 | 15–14    | 8–7                      | Sue Durant       | NWBL        | –                  |
| 1982–83 | 5–22     | 1–11                     | Harold Rhodes    | NorPac      | –                  |
| 1983–84 | 7–18     | 2–10                     | Harold Rhodes    | NorPac      | –                  |
| 1984–85 | 9–17     | 3–8                      | Harold Rhodes    | NorPac      | –                  |
| 1985–86 | 11–17    | 4–8                      | Harold Rhodes    | NorPac      | –                  |
| 1986–87 | 10–18    | 2–16                     | Harold Rhodes    | Pac-10      | –                  |
| 1987–88 | 11–17    | 6–12                     | Harold Rhodes    | Pac-10      | –                  |
| 1988–89 | 13–15    | 6–12                     | Harold Rhodes    | Pac-10      | –                  |
| 1989–90 | 17–11    | 9–9                      | Harold Rhodes    | Pac-10      | –                  |
| 1990–91 | 18–11    | 10–8                     | Harold Rhodes    | Pac-10      | NCAA- előselejtező |
| 1991–92 | 12–15    | 5–3                      | Harold Rhodes    | Pac-10      | –                  |
| 1992–93 | 7–20     | 3–15                     | Harold Rhodes    | Pac-10      | –                  |
| 1993–94 | 8–19     | 3–15                     | Harold Rhodes    | Pac-10      | –                  |
| 1994–95 | 16–11    | 9–9                      | Harold Rhodes    | Pac-10      | –                  |
| 1995–96 | 17–12    | 8–10                     | Harold Rhodes    | Pac-10      | –                  |
| 1996–97 | 10–17    | 4–14                     | Harold Rhodes    | Pac-10      | –                  |
| 1997–98 | 12–15    | 6–12                     | Harold Rhodes    | Pac-10      | –                  |
| 1998–99 | 11–16    | 5–13                     | Harold Rhodes    | Pac-10      | –                  |
| 1999–00 | 4–24     | 1–17                     | Jenny Przekwas   | Pac-10      | –                  |
| 2000–01 | 11–17    | 6–12                     | Jenny Przekwas   | Pac-10      | –                  |
| 2001–02 | 2–27     | 0–18                     | Jenny Przekwas   | Pac-10      | –                  |
| 2002–03 | 2–26     | 1–17                     | Sherri Murrell   | Pac-10      | –                  |
| 2003–04 | 6–22     | 2–16                     | Sherri Murrell   | Pac-10      | –                  |
| 2004–05 | 6–22     | 2–16                     | Sherri Murrell   | Pac-10      | –                  |
| 2005–06 | 8–20     | 2–16                     | Sherri Murrell   | Pac-10      | –                  |
| 2006–07 | 5–24     | 1–17                     | Sherri Murrell   | Pac-10      | –                  |
| 2007–08 | 5–25     | 2–16                     | June Daugherty   | Pac-10      | –                  |
| 2008–09 | 11–19    | 4–14                     | June Daugherty   | Pac-10      | –                  |
| 2009–10 | 8–22     | 3–15                     | June Daugherty   | Pac-10      | –                  |
| 2010–11 | 8–22     | 6–12                     | June Daugherty   | Pac-10      | –                  |
| 2011–12 | 13–20    | 5–13                     | June Daugherty   | Pac-12      | –                  |
| 2012–13 | 11–20    | 6–12                     | June Daugherty   | Pac-12      | –                  |
| 2013–14 | 17–17    | 9–9                      | June Daugherty   | Pac-12      | WNIT- előselejtező |
| 2014–15 | 17–15    | 7–11                     | June Daugherty   | Pac-12      | WNIT- előselejtező |
| 2015–16 | 14–16    | 5–13                     | June Daugherty   | Pac-12      | –                  |
| 2016–17 | 16–20    | 6–12                     | June Daugherty   | Pac-12      | WNIT- középdöntő   |
| 2017–18 | 10–20    | 3–14                     | June Daugherty   | Pac-12      | –                  |

## NCAA-bajnokságok eredményei
| Év   | Keret | Selejtező    | Ellenfél              | Eredmény |
| ---- | ----- | ------------ | --------------------- | -------- |
| 1991 | #11   | Előselejtező | Northwestern Wildcats | 82–62    |

## Fordítás
Ez a szócikk részben vagy egészben  a   Washington State Cougars women's basketball című angol Wikipédia-szócikk ezen változatának fordításán alapul.  Az eredeti cikk szerkesztőit annak laptörténete sorolja fel. Ez a jelzés csupán a megfogalmazás eredetét és a szerzői jogokat jelzi, nem szolgál a cikkben szereplő információk forrásmegjelöléseként.